# Taarbæk Sogn
Taarbæk Sogn er et sogn i Kongens Lyngby Provsti (Helsingør Stift). Sognet ligger i Lyngby-Taarbæk Kommune; indtil Kommunalreformen i 1970 lå det i Sokkelund Herred (Københavns Amt). I Taarbæk Sogn ligger Taarbæk Kirke.
Siden 2008 har præsten været Charlotte Gamborg Paaskesen, som overtog jobbet efter den kontroversielle Thorkild Grosbøll, som kom i en mediestorm da han erklærede, at han ikke troede på Gud.
I Taarbæk Sogn findes flg. autoriserede stednavne:
- Jægersborg Dyrehave (areal, ejerlav)
- Klampenborg (bebyggelse, ejerlav)
- Raadvad (bebyggelse)
- Skovhuse (bebyggelse)
- Spring-forbi (bebyggelse)
- Stampen (bebyggelse)
- Strandmøllen (bebyggelse, ejerlav)
- Taarbæk (bebyggelse, ejerlav)

Taarbæk Sogn blev udskilt 1906 af Lyngby Sogn.